# Blue Islands
Blue Islands is een Britse luchtvaartmaatschappij met haar thuisbasis op het Kanaaleiland Jersey. De maatschappij biedt lijnvluchten aan tussen de Kanaaleilanden onderling en tussen deze eilanden en het Verenigd Koninkrijk, Europa en het eiland Man.

## Geschiedenis
Blue Islands werd officieel opgericht in 2001, hoewel er al vanaf 1999 op kleine schaal gevlogen werd door Le Cocq's Stores in Alderney. De maatschappij stond aanvankelijk dan ook bekend als Le Cocq's Airlink. De maatschappij startte met goederenvervoer van Bournemouth naar Alderney. Op dezelfde route werden vanaf 1 februari 2002 ook passagiersvluchten uitgevoerd. Vanaf 29 augustus 2003 werd er gevlogen onder de naam Rockhopper. In 2004 werd de maatschappij overgenomen door Healthspan Leisure. Het hoofdkantoor verhuisde van Alderney naar Jersey in januari 2006. Op 14 februari 2006 werd de naam aangepast naar Blue Islands, de huidige naam. De naamswijziging viel samen met de levering van het eerste BAe Jetstream-toestel en het openen van een nieuwe verbinding met het eiland Man. In 2011 bevond het hoofdkantoor zich in Saint Peter Port, de hoofdstad van Guernsey.
In 2010 voegde Blue Islands een ATR 42-320 en een Dornier 328-110 toe aan zijn vloot. Toen in juli 2010 bekend werd dat de maatschappij haar concurrent Aurigny wilde overnemen, leidde dat tot een stroom van protesten. De overname ketste definitief af op 14 september 2010.

## Vloot
De vloot van Blue Islands bestaat uit (augustus 2019):
- 1 ATR 42-320 (46 passagiers)
- 4 ATR 72-500 (68/70 passagiers)
- 1 ATR 72-500 (cargo)